# Giovanni Coronas
Giovanni Rinaldo Coronas (né le 10 avril 1919 à Castelvetrano, dans la province de Trapani, en Sicile - mort le 5 janvier 2008 à Rome) était un homme politique italien.

## Biographie
Lauréat d'un grade universitaire en jurisprudence, Giovanni Coronas commence sa carrière au sein de la préfecture de police de Turin, en 1943. Nommé préfet en 1967, il est aussi vice-chef de la police jusqu'en 1974. Le 19 janvier 1979, il est nommé chef de la Police de Rome.
Du 8 juin 1995 au 17 mai 1996, il est ministre de l'intérieur dans le gouvernement Dini.